# سیارک ۲۶۲۴۶
سیارک ۲۶۲۴۶ (به انگلیسی: 26246 Mikelake، نامگذاری:1998QN46)۲۶۲۴۶مین سیارک کشف شده‌است که در ۱۷ اوت ۱۹۹۸ کشف شد.